# Enercon

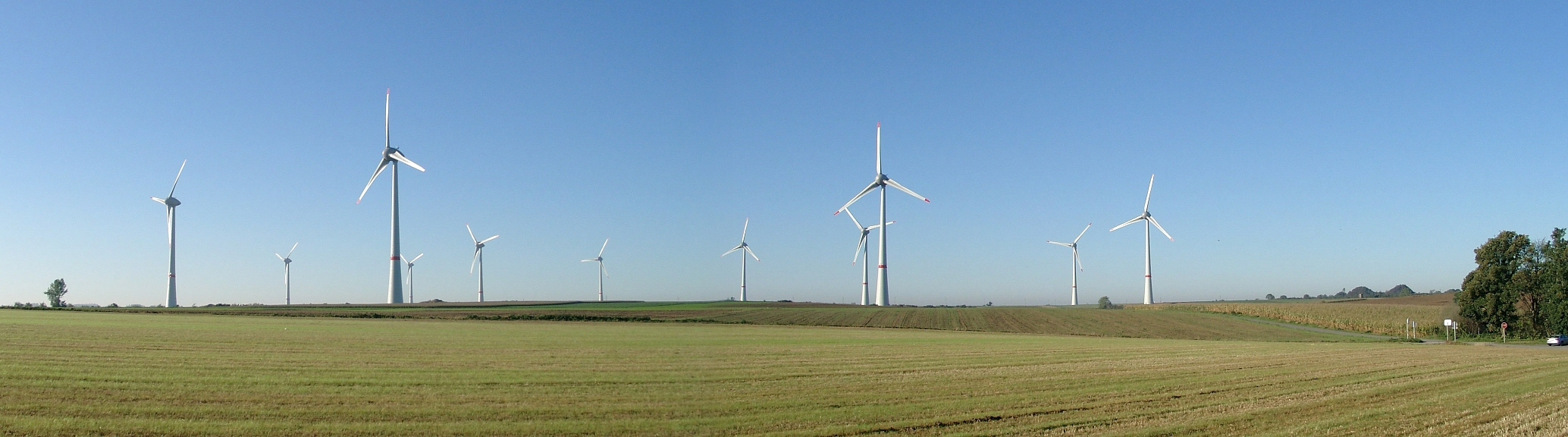
wereldprimeur: eerste windpark van 7+MW turbines (ENERCON E-126), Estinnes België, 10 oktober 2010.

Enercon is een Duitse fabrikant van windturbines.

## Geschiedenis
Enercon werd in 1984 opgericht door Aloys Wobben. De eerste windturbines van het bedrijf hadden een vermogen van 55 kW. Tot de herfst van 2007 was hun grootste turbine de E-112, met een nominaal vermogen van 4,5 MW. Eind 2007 werden twee prototypes E-126 met een vermogen van 6 MW opgericht nabij de stad Emden. In mei 2012 is in Nederland bij Medemblik aan de Zuiderdijkweg de eerste E-126 gebouwd met een vermogen van 7,5MW.
Sinds 1993 produceert ENERCON alleen nog turbines met een direct aangedreven generator, die een tandwielkast overbodig maakt. Om deze grote generator te herbergen hebben de gondels van ENERCON windturbines hun karakteristieke eivorm, ontworpen door de Britse architect sir Norman Foster. Een ander uiterlijk kenmerk zijn de groene banden (Natural Colour Scheme - NCS) aan de voet van de mast, in Duitsland althans, die dienen om de windturbines beter in het landschap te laten passen.
In 2003 had ENERCON een conflict met General Electric Windenergy (GE) over octrooien met betrekking tot variabele snelheidstechnologie. Dat leidde ertoe dat Enercon geen windturbines naar de VS mocht exporteren. Inmiddels is er een overeenkomst met GE gesloten, waardoor export vanaf 2010 weer mogelijk werd. Enercon heeft productiecapaciteit in Brazilië, Duitsland, India, Turkije, Portugal en Zweden.

## Turbines en parken
Enercon is medeaandeelhouder, samen met Svevind, in het geplande reusachtige windmolenpark 'Markbygden' in Zweden. Met het definitieve GO van de Zweedse regering zoals bekrachtigd op 4 maart 2010, en dankzij het reeds eerder verkregen lokale fiat van de gemeente, worden daar in totaal 1.101 Enerconturbines gebouwd binnen een heuvelachtige en windrijke oppervlakte van 450 km², nabij de havenstad Piteå. De gekozen types zullen E-82 en/of E-101 (mogelijk 900 in aantal) en E-126 (waarschijnlijk 200) zijn, blijkens de website van Svevind. Twee deelgebieden eruit zijn als pilotprojecten reeds vergund, het in 2010 voltooide park Dragaliden (24 MW) bestaande uit twaalf E-82/2 MW turbines, en het eind 2010 vergunde Stor-Blåliden (33 MW) bestaande uit zes E-101/3 MW- en twee E-126/7,5 MW-turbines. Via deze twee pilotprojecten willen Svevind en Enercon onder meer logistieke kennis vergaren voor het grote totaalproject. Van dat totaalproject is de vergunning voor de eerste fase, 'Etapp 1', sinds augustus 2010 in aanvraag. Die fase omvat blijkens de website van Svevind driehonderd turbines van 2 types: E101/3 MW en E126/7,5 MW, waarmee die eerste fase nominaal circa 1000 MW moet bereiken, met een jaarproductie rond 3 TWh.
Op 25 november 2009 bezocht Europees commissaris voor Energie, Andris Piebalgs, het windturbinepark van Estinnes in België, waar 11 prototypes E-126 in opbouw zijn. Via ondersteuningsprogramma's voor innovaties geniet ook dit prototype windpark namelijk enige Europese steun, onder meer inzake effecten op het net van 7MW windturbines. Tijdens de opening waren vijf van de elf turbines voltooid.
De E126 is dus vanaf 25 november 2009 voor minstens een deel van het windpark te Estinnes een turbine van 7 MW (in plaats van 6 MW). Wat betreft het uiteindelijk vermogen waarmee de E-126 turbine op de markt zal worden gebracht, lichtte Enercon in 2010 een tip van de sluier: in zijn tijdschrift kende de fabrikant de E-126 turbine een 7,5M W nominaal vermogen toe. Op 23 november 2010 is in Donnersberg (Rijnland-Palts) een turbine met een vermogen van 7,5 MW en een verwachte jaarlijkse stroomproductie van 18 miljoen kWh aangesloten op het Duitse stroomnet. Vanaf toen hadden alle E126-turbines, onder meer in Oostenrijk (Potzneusiedl), Duitsland (Lausitzring Schipkau), Nederland (Noordoostpolder), Zweden (Markbygden) allen de nieuwe rating van 7,5 MW als standaard te hebben (7,58 MW volgens de technische fiche).
De 7,5 MW E126 turbine die in 2010 is voltooid te Maagdenburg op de productiesite van ENERCON zelf, is overigens volgens ENERCON dáár gebouwd om verdergaande optimalisaties in situ te kunnen uittesten.
In Duitsland is Enercon marktleider en heeft 42% van de markt in handen (2004). Wereldwijd heeft ze een marktaandeel van 15 % (2007).

### Landschappelijke inpasbaarheid
Bij een maximaal nominaal vermogen bedraagt een volledige rotatie vijf seconden. De gemiddelde afstand tussen de turbines in een Enercon-windpark bedraagt 600m. De turbines zijn zo'n 30% hoger dan de gemiddelde turbines van 2 MW. De wingtiphoogte van 198,5 m van de E-126 ligt net onder de limiet van 200 meter die binnen Europa als bovengrens is gesteld voor molens op land. Volgens RenewableEnergyWorld.com in november 2009 laten deze turbines zich landschappelijk goed inpassen.
De oprichter van Enercon, Aloys Wobben, schreef in 2009 in zijn bedrijfstijdschrift 'Windblatt', dat hij de offshore kaart aan anderen overlaat, en met Enercon wil blijven optimaliseren binnen het onshore windturbinesegment. Met dit bericht specificeerde hij de plaats van Enercon op de windmolenmarkt met steeds stijgende vermogens en met toenemende offshore initiatieven, men denkt onder meer aan de in 2009 gebouwde eerste 3 REpower 6,15 MW prototypes (de 6M) bedoeld voor offshore toepassing, of aan de 10 MW Clipper 'Britannia', waarvan de eerste prototypes in de Engelse kustwateren moeten draaien rond 2012, met beoogde bouw van enorme Britse offshore windparken daarmee vanaf 2015.

## Andere toepassingen
Naast windenergie biedt Enercon onder meer geïntegreerde systemen aan voor ontzilting van zeewater. In afgelegen regio's kan de combinatie van windenergie met dergelijke ontzilting de beschikbaarheid van drinkbaar water waarborgen. Ook in hydro-energiewinning heeft Enercon een marktaandeel. Het meest recente waarmee Enercon de markt op is gegaan betreft scheepvaart. In 2009 werd het schip "E-1" voltooid, met vernieuwingen in CO2-neutraliteit.